# Eddie Chiles
Harrell Edmonds “Eddie” Chiles (Itasca, 11 de mayo de 1910 - 22 de agosto de 1993), el tío paterno de la actriz Lois Chiles, se graduó en la ingeniería del petróleo en la Universidad de Oklahoma en 1934.
Después de trabajar en la Reed Roller Bit Company en Houston, creó la Western Company of North America, que llegó a ser la mayor empresa de petróleo, sobre todo en tratar con ácido, craqueo y cementación. Durante los años 70, trabajó en la perforación y extracción mar adentro. 
Compró los Texas Rangers y fue presidente del club hasta 1989. Durante ese mismo año, vendió el equipo a un grupo de inversores, entre ellos el que después fue elegido presidente de los Estados Unidos George W. Bush. Finalmente en 1995, vendió la compañía a los servicios de BJ. 
- Datos: Q5335925